# انکه شولز
انکه شولز (به انگلیسی: Anke Scholz) (زادهٔ ۲۵ نوامبر ۱۹۷۸) شناگر اهل آلمان است.